# Aleksandr Dubchenko
Aleksandr Dubchenko (en russe : Александр Дубченко), né le 19 février 1995, est un coureur cycliste russe, spécialiste de la piste. Il est notamment champion d'Europe de poursuite par équipes en 2020.

## Palmarès

### Championnats du monde
- Invercargill 2012
  -  Champion du monde de vitesse par équipes juniors (avec Vladislav Fedin et Aleksander Sharapov)
  -  Médaillé de bronze du keirin juniors
- Glasgow 2013
  -  Médaillé d'argent du kilomètre juniors
  -  Médaillé d'argent de la vitesse par équipes juniors
  -  Médaillé de bronze du keirin juniors
- Hong Kong 2017
  - 14e du kilomètre
- Apeldoorn 2018
  - 4e de la vitesse par équipes

### Coupe des nations
- 2021
  - 3e de la vitesse par équipes à Saint-Pétersbourg

### Championnats d'Europe
| Édition / Épreuve              | Kilomètre | Keirin | Vitesse par équipes                | Poursuite par équipes                   |
| Anadia 2012 (juniors)          | Argent    |        | Argent (avec Sharapov et Fedin)    |                                         |
| Anadia 2013 (juniors)          | Or        | Or     | Argent (avec Lysenko et Fedin)     |                                         |
| Anadia 2014 (espoirs)          | Argent    |        |                                    |                                         |
| Athènes 2015 (espoirs)         | 4e        |        | Bronze (avec Sharapov et Shurshin) |                                         |
| Anadia 2016 (espoirs)          | 8e        | 5e     |                                    |                                         |
| Saint-Quentin-en-Yvelines 2016 | 10e       |        |                                    |                                         |
| Anadia 2017 (espoirs)          |           |        | Argent (avec Dmitriev et Nosov)    |                                         |
| Berlin 2017                    | 10e       |        |                                    |                                         |
| Plovdiv 2020                   | 4e        |        |                                    | Or (avec Gonov, Bersenev et Evtushenko) |

### Championnats nationaux
- Champion de Russie de keirin en 2016